# 조선X파일 기찰비록
조선X파일 기찰비록은 2010년 8월 20일부터 2010년 10월 29일까지 tvN에서 매주 금요일 밤 12시에 방송된 드라마다.

## 기획 의도
미스터리 사건을 파헤치는 기찰비록 요원들의 활약상을 그린 드라마다.

## 등장 인물
- 김지훈 : 김형도 역
- 임정은 : 허윤이 역
- 김갑수 : 지승 역
- 조희봉 : 장만 역
- 전소민 : 최의신 역
- 노영국 : 이형욱 역
- 김주영 : 이이첨 역
- 윤종화
- 이원재
- 김윤태 : 교주 역
- 김승훈
- 전성환
- 최민 : 두박교 부교주 역

## 방송 회차

### 2010년
| 2010년 | 2010년    | 2010년           |
| 회차   | 방송일    | 제목 (원제)      |
| ------ | --------- | ---------------- |
| 제1회  | 8월 20일  | 비밀의 빛        |
| 제2회  | 8월 27일  | 비밀의 빛        |
| 제3회  | 9월 3일   | 신라 황금의 저주 |
| 제4회  | 9월 10일  | 붉은 눈의 정체   |
| 제5회  | 9월 17일  | 봉인된 소설      |
| 제6회  | 9월 24일  | 이두의 요괴      |
| 제7회  | 10월 1일  | 사차원 마을      |
| 제8회  | 10월 8일  | 불멸의 예언자    |
| 제9회  | 10월 15일 | 창귀             |
| 제10회 | 10월 22일 | 용궁의 귀환병    |
| 제11회 | 10월 29일 | 두박신의 부활    |
| 제12회 | 10월 29일 | 두박신의 부활    |